# Forêt d'Escoublac
La forêt d'Escoublac est une forêt française située dans la commune de La Baule-Escoublac, le département de la Loire-Atlantique et la région Pays de la Loire.

## Présentation
La forêt d'Escoublac est une pinède de 47 hectares qui couvre une dune située au nord de la baie du Pouliguen, dont le point culminant atteint une altitude de 52 mètres, ce qui en fait la deuxième dune côtière la plus haute de France, après la dune du Pilat en Gironde (100 mètres).

## Les anciens villages ensevelis

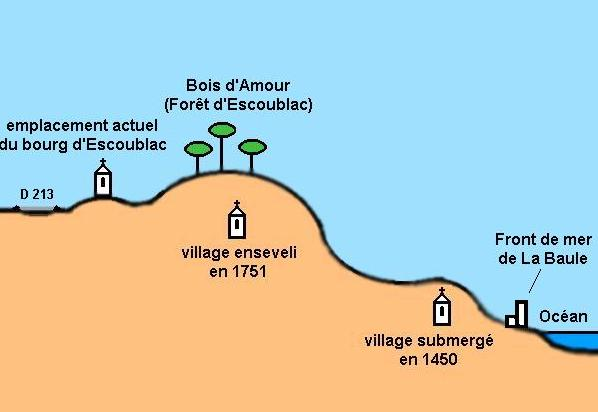
Emplacements successifs du bourg d'Escoublac

Sous le sable de la dune de la forêt sont ensevelis les anciens bourgs d'Escoublac, successivement dévastés par un raz-de-marée en 1450, puis par le séisme et la très violente tempête du 4 mars 1751. Une croix dans la forêt marque l'emplacement du bourg en 1751.

## Activités
La forêt est le lieu de diverses activités sportives et culturelles :
- Jogging : un parcours de santé est implanté dans la partie ouest de la forêt, qui s'étend entre l'avenue Guy de la Morandais et le boulevard de Cacqueray et communément appelée le Bois d'Amour ;
- Promenades équestres : la partie est de la forêt est plus sauvage et les centres équestres alentour y organisent des promenades à cheval : les cavaliers empruntent ensuite le terre-plein central de l'allée Cavalière pour descendre jusqu'à la plage de La Baule ;
- Cyclisme : la forêt, très sablonneuse, offre un parcours difficile en VTT. Le parcours cycliste du triathlon de La Baule emprunte les routes qui traversent la forêt. Attention : Espace Boisé Classé, l'accès y est réglementé, le circuit de découverte faune/flore est strictement interdit aux 2 roues et aux cavaliers. Le VTT est autorisé uniquement sur les pistes cavalières, balisage jaune et vert.
- Concerts estivaux : au sud-est de la forêt se trouve le parc des Dryades, jardin public fleuri inauguré en 1923, dans lequel se trouve un amphithéâtre de 2 000 places accueillant des concerts durant l'été.